# Iban León
Iban León Llop (nombre de pluma: Iban L. Llop; Burriana, 11 de enero de 1975) es un poeta español en lengua catalana.

## Biografía
Nació en Burriana, provincia de Castellón. Doctorado en Filología catalana por la Universidad de Barcelona, ha ejercido como profesor de lengua catalana en la Universidad de Salerno y de lengua española en dos universidades de Nápoles. Desde el año 2007 es profesor de lengua catalana en la Universidad de Sassari. También ha ejercido como traductor del italiano al catalán y colabora con el Ateneu Alguerès organizando cursos de cursos de lengua y literatura.  Ha colaborado con Òmnium Cultural de Alguer.

## Reconocimientos
A lo largo de su trayectoria ha recibido diversos reconocimientos. En 1997 ganó el Premio Martí Dot y al año siguiente el Premio Salvador Espriu a los poetas jóvenes.En 1999, fue reconocido Mestre en Gai Saber en el Certamen Literario Ciutat de Castelló además de con el Premio de Poesía Miquel Àngel Riera.
En 2002, obtuvo el Premio Ausiàs March de poesía de Gandía. En 2009, ganó el Premio Alfons el Magnànim de poesía y al año siguiente el Premio Ibn Jafadja - Ciutat d'Alzira. En 2013, fue reconocido con el Premio Vila d'Almussafes - Marc Granell de poesía.
En 2018, ganó el Premio Maria Beneyto de poesía en valenciano en la XXXVI edición de los Premios Literarios Ciutat de València.

## Obra
De su producción literaria destacan los poemarios:
- Des d'una habitació sense llum (Nulles, Ed: Ajuntament, 1996) Premio Vila de Nules 1995
- Fustes corcades (Barcelona, Ed: Columna, 1998) Premio Martí Dot 1997
- Pell de salobre (Barcelona, Ed: Ed. 62, 1999) Premio Salvador Espriu per a poetes joves
- Blue Hotel (Sa Nostra, 2000) Premio de Poesía Miquel Àngel Riera
- Llibre de Nàpols (Alzira, Ed: Bromera, 2003) Premio Ausiàs Marc de poesía de Gandía
- Crònica de Calàbria (Alzira, Ed: Bromera, 2009) Premio Alfons el Magnànim de poesía
- Batalles de Sardenya (Alzira, Ed: Bromera, 2011) Premio Ibn Jafadja - Ciutat d'Alzira
- Sala d'espera (La Pobla Llarga, Ed: Ed. 96, 2012) premio Vila d'Almussafes - Marc Granell de poesía